# Феррі Вертман
Феррі Вертман (нід. Ferry Weertman, нар. 27 червня 1992, Нарден, Нідерланди) — нідерландський плавець, олімпійський чемпіон 2016 року.

## Виступи на Олімпійських іграх
| Олімпіада | Дисципліна              | Місце |
| --------- | ----------------------- | ----- |
| Ріо 2016  | 10 км на відкритій воді | 1     |